# Iris Rudolph
Iris Rudolph (28 de septiembre de 1961) es una deportista de la RDA que compitió en remo. Ganó tres medallas en el Campeonato Mundial de Remo entre los años 1981 y 1983.

## Palmarés internacional
| Campeonato Mundial | Campeonato Mundial | Campeonato Mundial | Campeonato Mundial |
| Año                | Lugar              | Medalla            | Prueba             |
| ------------------ | ------------------ | ------------------ | ------------------ |
| 1981               | Múnich (RFA)       | Medalla de oro     | Dos sin timonel    |
| 1982               | Lucerna (Suiza)    | Medalla de bronce  | Ocho con timonel   |
| 1983               | Duisburgo (RFA)    | Medalla de oro     | Cuatro con timonel |